# Осиновка (Гвардейский городской округ)
Осиновка — посёлок в Гвардейском городском округе Калининградской области. До 2014 года входил в состав Славинского сельского поселения.

## История
Поселение Шатулль было основано в 1684 году, со временем название трансформировалось в Штампелькен.
В 1946 году Штампелькен был переименован в поселок Осиновку.

## Население
| 2002 | 2010 |
| ---- | ---- |
| 57   | ↘49  |

В 1910 году в Штампелькене проживал 271 человек, в 1933 году — 296 человек, в 1939 году — 293 человека.